# Glis
Glis (von lateinisch ecclesia, Kirche) ist eine Pfarrgemeinde des Dekanats Brig und eine ehemals selbständige politische Gemeinde des Bezirks Brig im deutschsprachigen Teil des Kantons Wallis in der Schweiz. Das Dorf ist seit 1972 Teil der Stadtgemeinde Brig-Glis, welche insgesamt rund 12'000 Einwohner (2008) zählt. Davon entfallen ca. 7'000 auf den Stadtteil Glis.
Glis hat im Winter während 78 Tagen keine Sonne, konkret vom 12. November bis 29. Januar.

## Geschichte
Erste Siedlungsspuren auf dem Gebiet von Glis datieren aus der Bronze- und Eisenzeit. Im Mittelalter war Glis zusammen mit Holz und Gamsen Drittel des Gumpers Brig im gleichnamigen Zehnden. Bis 1642 gehörte Glis zur Pfarrei Naters. Ab 1642 entwickelte sich Glis zur Grosspfarrei, welche Brig, Brigerbad, Ried-Brig, Termen, Gamsen und Eggerberg mit umfasste. 1690 fusionierte Glis mit Gamsen. Bis zum Zweiten Weltkrieg waren die Bewohner hauptsächlich in der Landwirtschaft tätig, in der Folge entwickelte sich Glis sukzessive zur Wohnsiedlung der zum Grossteil in Brig tätigen Bevölkerung.
Als Napoleon ins Wallis kam, liess er von Glis aus eine Strasse über den Simplon bauen (noch heute Napoleonsstrasse).

## Bevölkerung
| Bevölkerungsentwicklung | Bevölkerungsentwicklung | Bevölkerungsentwicklung | Bevölkerungsentwicklung | Bevölkerungsentwicklung | Bevölkerungsentwicklung |
| ----------------------- | ----------------------- | ----------------------- | ----------------------- | ----------------------- | ----------------------- |
| Jahr                    | 1850                    | 1900                    | 1950                    | 1970                    | 2008                    |
| Einwohner               | 633                     | 1093                    | 1879                    | 3389                    | 7000                    |

## Sehenswürdigkeiten
Unter Denkmalschutz steht die Wallfahrtskirche, welche als Wahrzeichen von Glis gilt.
- Die Muttergotteskirche auf dem Glisacker[4]

## Persönlichkeiten
- Xaver Kronig-Holzer (1898–1935), Politiker, ehemaliger Gemeindepräsident, erster Präsident der Musikgesellschaft 'Glishorn'
- Alfred Escher (1916–2012), Politiker, ehemaliger Gemeindepräsident
- Salome Clausen (* 1986), Siegerin der Schweizer Castingshow MusicStar
- Viola Amherd (* 1962), Bundesrätin seit 5. Dezember 2018